# Альпийская завирушка
Альпийская завирушка (лат. Prunella collaris) — мелкая певчая птица семейства завирушковых. Научное название collaris указывает на густо покрытое чёрными пятнами горло.

## Описание
Альпийская завирушка весит в среднем примерно 40 г  и имеет длину примерно 18 см. Она размером с воробья, вместе с тем, больше близко родственного вида лесной завирушки. Кроме того, у неё более интенсивная и контрастная окраска оперения чем у лесной завирушки. Половой диморфизм отсутствует.
Характерными признаками этого вида завирушек являются горло с пестринами чёрного цвета и красно-коричневый рисунок по бокам. Передняя сторона тела свинцово-серого цвета. На крыльях две белые полоски, конец хвоста белёсого цвета. У молодых птиц горло одноцветно-серое, а нижняя сторона имеет пятна коричневатого цвета.
Продолжительность жизни на свободе до 8 лет.

## Распространение
Альпийская завирушка — это птица высокогорий на юге Центральной и Южной Европы, а также Малой Азии. В восточном направлении она встречается до Японии. В Центральной Европе она обитает в Альпах, Карпатах и Судетах. Её жизненное пространство в высокогорье — это солнечные скалистые склоны выше границы лесов, а также скалистые альпийские луга на высоте от 1 500 до 3 000 м над уровнем моря.
Альпийская завирушка — это типичная высокогорная птица, которая держится в период гнездования выше границы лесов вплоть до границы снегов, на голых склонах спускается, однако, ниже. Зимой она встречается также у лыжных баз и в горных деревнях. Она любит скалистые участки, чаще держась на земле. В случае опасности она прячется в расщелинах скал, под выступающими камнями или в чаще горных сосен.

## Питание
Альпийские завирушки питаются насекомыми, червями, пауками, улитками и разными семенами растений и обрабатывают иногда конский навоз. Зимой они посещают кормушки и площадки для мусора при лыжных базах и гостиницах в горах.

## Вокализация
Пение состоит из щебечущих звуковых элементов и трели и напоминает пение полевого жаворонка. Поющие альпийские завирушки сидят на земле или поднимаются в воздух, выполняя полёт токования. Призывные звуки звучат как раскатистое «тррли» и «тррюи».

## Размножение
Альпийская завирушка гнездится на скалистых, слабо заросших склонах на высокогорье выше границы лесов. Гнездо — изящная, не очень прочно связанная чашка из стеблей и корней, устланная мхом, лишайниками, иногда также перьями и волосами. Кроме того, подстилка гнезда часто украшена красными спорогонами мхов. Гнездо находится в углублении на земле или в расщелине скалы и может быть защищено кустом или деревом. Период гнездования начинается в конце мая, причём возможны 2 годовых выводка продолжительностью 13–15 днями каждый. Как самец, так и самка участвуют в выведении птенцов.
Кладка состоит из 4–5 одноцветных, голубых, гладких яиц в форме веретена размером 23,2 x 16,6 мм. У птенцов тёмно-серый, длинный пух только на голове, спине и ногах. В открытой глотке узнаваемы две овальные, чёрные точки у основания языка. О молодых птицах заботятся обе родительские птицы. Птенцы покидают гнездо примерно через 16 дней, ещё до того, как встать на крыло.